# 제주대학교 사범대학 부설중학교
제주대학교 사범대학 부설중학교(濟州大學校 師範大學 附設中學校)는 대한민국 제주특별자치도 제주시 용담삼동에 있는 국립 중학교이다.

## 학교 연혁
- 1983년 4월 21일 : 제주대학교사범대학부속중학교 설치 인가
- 1983년 12월 13일 : 학칙 허가 9학급 (남 6, 여 3)
- 1984년 3월 1일 : 초대 교장 신용준 선생 부임
- 1984년 3월 1일 : 교육부지정 상설 연구학교
- 1984년 3월 6일 : 개교
- 1987년 9월 1일 : 중ㆍ고등학교 분리 운영
- 1993년 10월 1일 : 4층 4개 교실 증축
- 1994년 11월 1일 : 본관 서쪽 17개 교실(특별교실) 완공
- 2000년 5월 1일 : 급식소 개소
- 2001년 3월 1일 : 학교 명칭 변경(제주대학교사범대학부설중학교)
- 2004년 9월 6일 : 학칙 변경(24학급, 남녀공학)
- 2005년 11월 30일 : 신관 특별교실 20실 신축
- 2014년 8월 31일 : 학교시설 현대화 및 스마트교육 기반 구축
- 2016년 8월 31일 : 용맥관(급식소 및 다목적강당) 신축 개관
- 2020년 2월 20일 : 용오름(시청각실) 신축 개관
- 2023년 9월 1일 : 제16대 교장 오시열 선생 부임
- 2023년 12월 28일 : 제38회 졸업 220명(졸업생 총 10,520명)
- 2024년 9월 1일 : 제주형 자율학교(IB) 지정
- 2025년 3월 4일 : 2025학년도 입학 233명

## 참고 자료
- 제주대학교 사범대학 부설중학교 - 한국교육학술정보원 학교알리미